# Tuy (Philippinen)
Tuy ist eine philippinische Stadtgemeinde in der Provinz Batangas. Sie hat 43.743 Einwohner (Zensus 1. August 2015).

## Baranggays
Tuy ist politisch unterteilt in 22 Baranggays.
| - Acle - Bayudbud - Bolboc - Dalima - Dao - Guinhawa - Lumbangan - Luntal - Magahis - Malibu - Mataywanac | - Palincaro - Luna (Pob.) - Burgos (Pob.) - Rizal (Pob.) - Rillo (Pob.) - Putol - Sabang - San Jose - Talon - Toong - Tuyon-tuyon |